# Meureubo (Suka Makmue)
Meureubo is een bestuurslaag in het regentschap Nagan Raya van de provincie Atjeh, Indonesië. Meureubo telt 279 inwoners (volkstelling 2010).